# Марек Ляксер
Марек Ляксер (пол. Marek Lakser; 21 травня 1886, Куликів — ?) — архітектор, який працював у Львові.

## Біографія
Народився 21 травня 1886 року у містечку Куликів. Протягом 1901—1907 років навчався у львівській реальній школі. Закінчив архітектурний відділ Цісарсько-королівської політехнічної школи протягом 1907—1914 років. 1914 року працював у Станіславові (тепер Івано-Франківськ) в інженера Г. Гайцманна. Від 1 серпня 1914 року служив в 19-му піхотному полку австрійського війська. 1915 року потрапив до російського полону. Звільнений у грудні 1921 року. Протягом 1922—1925 років працював у Львові в проєктному бюро інженера Б. Чачкеса. Від 1926 року займався власною архітектурною практикою.
Уповноважений будівничий. Мешкав у Львові на вулиці Асника, 5 (тепер вулиця Богомольця). Член Товариства народної школи імені Б. Гольдмана у Львові. Входив до правління товариства.

## Роботи
- Студентський проєкт «Вілла живописця». Опублікований 1914 року в щорічнику архітектурного факультету Львівської політехніки[4].
- Пристосування приміщення партеру (чільна ізба, теперішнє помешкання № 6) під крамницю та склад (сучасний прохід у подвір'я) на вул. Староєврейській, 10 у Львові (1926)[5].
- Проєкт реконструкції синагоги «Зіхрон га-рав Мешулем Зіше» на вул. Ткацькій, 5 у Львові (1931)[6].
- Житловий будинок на вулиці Кубійовича у Львові (1935)[7].
- Будинок на вулиці Стрийській у Львові (1936)[8].
- Проєкт павільйону Східних торгів у вигляді П-подібної перголи. Створений 1938 року, невідомо чи реалізований[9].
- Житловий будинок у стилі функціоналізму на вулиці Вітовського, 30 у Львові (друга половина 1930-х)[10].
- Функціоналістичні житлові будинки у Львові в місцевості Кастелівка (друга половина 1930-х)[11].
- Житловий будинок у стилі функціоналізму на вул. Тарнавського, 39 (1938)[12].
- Участь у проєктуванні спортивного комплексу ковзанки на ставі Собка у Львові[13][14].